# Rainitsimbazafy
Rainitsimbazafy ( ur. w 1835, zm. w 1905) - madagaskarski polityk.

## Działalność polityczna
W okresie od 15 października 1895 do października 1896 był premierem Królestwa Madagaskaru.